# Zweites Konzil von Nicäa

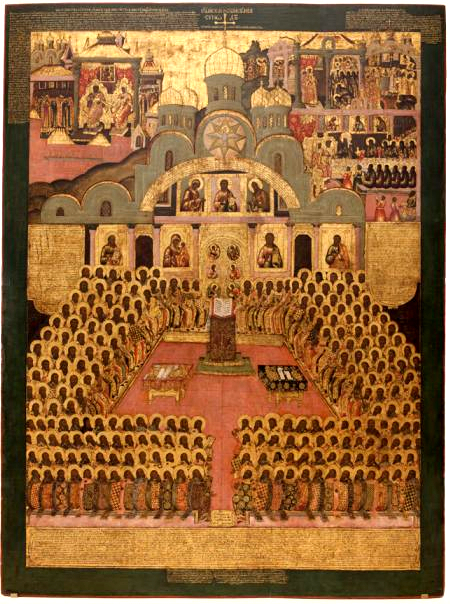
Das Siebte Ökumenische Konzil (Ikone des 17. Jahrhunderts aus dem Nowodewitschi-Kloster in Moskau)

Das Zweite Konzil von Nicäa (lat. Concilium Nicaenum II) wurde von Kaiserin Irene im Jahr 787 in der Stadt Nicäa (heute İznik/Türkei) südöstlich von Konstantinopel einberufen. Es wird von vielen Kirchen als siebtes Ökumenisches Konzil gezählt.

## Lehre

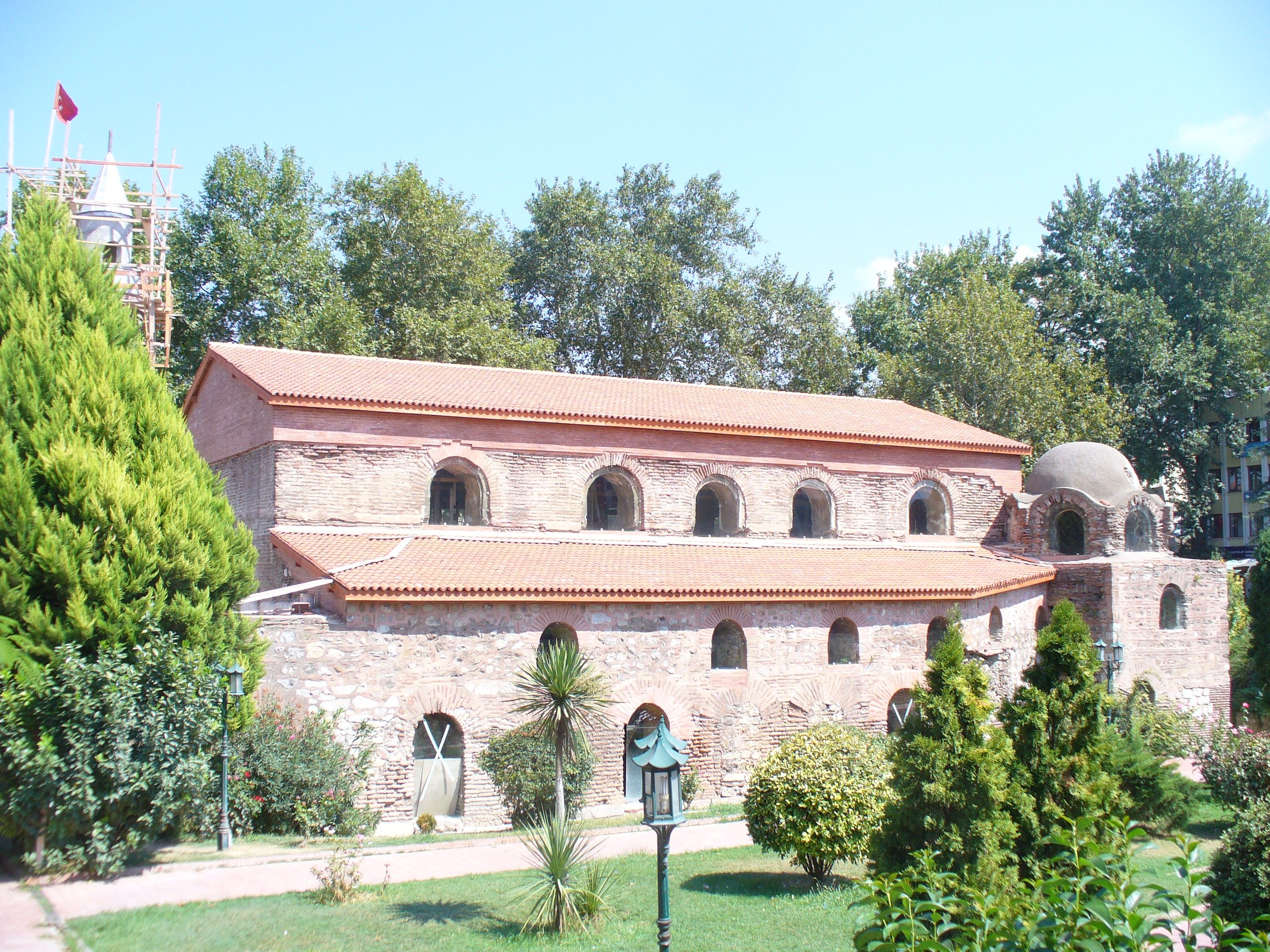
Die Hagia Sophia in Nicäa

Das Zweite Konzil von Nicäa erlaubte bzw. forderte im Bilderstreit die Verehrung, jedoch nicht die Anbetung von Ikonen, allerdings nur unter bestimmten Auflagen. Hierin schloss sich das Konzil im Wesentlichen der Argumentation des Johannes von Damaskus an. Das ikonoklastische Konzil von Hiereia von 754 wurde für ungültig und zur „Pseudosynode“ erklärt.
Zum dogmatischen Teil der Beschlüsse gehören auch Bestimmungen über die Bischofswahl.
Weiterhin wurden zahlreiche disziplinarische Bestimmungen erlassen bzw. eingeschärft:
- gegen
  - Simonie
  - Kleiderluxus und Geldgier höherer Kleriker
  - die Weihe von Kirchen ohne Reliquien
  - die Duldung getaufter, aber in ihren alten Bräuchen verharrender Juden
  - Mehrfachinkardination von Klerikern
  - die Gründung von Kirchen ohne finanzielle Fundierung
  - skandalerregende Gemeinschaft weiblicher und männlicher Ordensleute
  - insbesondere Doppelklöster
- und zugunsten
  - jährlicher Bischofskonferenzen auf der Ebene der Kirchenprovinzen
  - der Einsetzung kirchlicher Finanzverwalter
  - der Weihe von Lektoren durch Handauflegung durch einen Bischof oder Weihbischof

## Rezeption in Ost und West
Das Konzil gilt in der Katholischen Kirche, in den Orthodoxen Kirchen sowie in der Altkatholischen Kirche als siebentes ökumenisches Konzil. Die Ostkirchen feiern den Sonntag zwischen dem 11. und dem 17. Oktober als „Sonntag der Väter des siebenten Konzils von Nikäa“ und gedenken ihrer im Troparion mit den Worten: „Du hast unsere Väter wie Sterne auf Erden bestellt und durch sie uns alle zum wahren Glauben geführt.“ Im Protestantismus werden seine Beschlüsse sehr verschieden beurteilt, von grundsätzlicher Anerkennung bis hin zu offener Ablehnung.
Kanones und andere Teile der Akten des Konzils wurden noch im 9. Jahrhundert in Kanones-Sammlungen aufgenommen. Weite Verbreitung im Osten erlangen sie unter anderem über die Synagoga des Johannes Scholasticus und das Syntagma XIV titulorum.
Die Rezeption in der Westkirche begann mit einer fehlerhaften Übersetzung der Beschlüsse im Auftrag von Papst Hadrian I., die zu einer heftigen Ablehnung durch Karl den Großen und die Theologen des Frankenreichs führten. Insbesondere schien das Konzil (ausweislich der ersten Übersetzung) die Bilderverehrung zu fordern, was die fränkischen Theologen scharf ablehnten. Das führte zur Verurteilung der Bilderverehrung auf der Synode von Frankfurt 794. Die im Auftrag Karls erstellten Libri Carolini stellten die wichtigsten Kritikpunkte zusammen, teilweise unter überspitzer Wiedergabe der (angeblichen) Beschlüsse von Nicäa. Anastasius Bibliothecarius fertigte daraufhin eine zweite, bessere Übersetzung an, die sich im Westen verbreitete. Ab dem späten 11. Jahrhundert wurden die Beschlüsse von 787 dann verstärkt in lateinische Kanonessammlungen aufgenommen. Ungefähr zur gleichen Zeit überliefert Deusdedit eine Fassung einer Eidesformel für den päpstlichen Elekten aus dem Liber diurnus, in der das zweite Konzil von Nicäa unter den „sieben heiligen und universellen Konzilien“ aufgezählt wird, die zu halten der künftige Papst eidlich bekräftigen muss. In die gedruckten Sammlungen der Beschlüsse der ökumenischen Konzilien wurde Nicäa II allerdings zuerst nicht aufgenommen; dies geschah erst mit der sogenannte editio Romana, die sowohl die lateinische als auch die griechische Fassung der Kanones enthält, wobei letztere stillschweigend an die Übersetzung des Anastasius Bibliothecarius angepasst wurde.

## Editionen und Übersetzungen
- Kritische Edition durch Erich Lamberz:
  - Erich Lamberz (Hrsg.): Concilium Universale Nicaenum Secundum. Pars 1: Concilii Actiones I-III (= Acta conciliorum oecumenicorum. Series Secunda. Volumen III. Pars 1). de Gruyter, Berlin, Boston 2013, ISBN 978-3-11-091323-1, doi:10.1515/9783110913231 (degruyter.com [abgerufen am 10. Mai 2022]).
  - Erich Lamberz (Hrsg.): Concilium Universale Nicaenum Secundum. Pars 2: Concilii Actiones IV-V (= Acta conciliorum oecumenicorum. Series Secunda. Volumen III. Pars 1). de Gruyter, Berlin, Boston 2012, ISBN 978-3-11-027280-2, doi:10.1515/9783110272802 (degruyter.com [abgerufen am 10. Mai 2022]).
  - Erich Lamberz (Hrsg.): Concilium Universale Nicaenum Secundum. Pars 3: Concilii Actiones VI-VII (= Acta conciliorum oecumenicorum. Series Secunda. Volumen III. Pars 1). de Gruyter, Berlin, Boston 2016, ISBN 978-3-11-041184-3, doi:10.1515/9783110411843 (degruyter.com [abgerufen am 10. Mai 2022]).
- Concilium Nicaenum II. In: Giuseppe Alberigo, Giuseppe A. Dossetti, Péricles-Pierre Joannou, Claudio Leonardi, Paolo Prodi (Hrsg.): Conciliorum Oecumenicorum Decreta. 3. Auflage. Istituto per le scienze religiose, Bologna 1973, S. 131–156 (archive.org [abgerufen am 10. Mai 2022]).
- Zweites Konzil von Nizäa - 787. In: Josef Wohlmuth (Hrsg.): Konzilien des ersten Jahrtausends. Vom Konzil von Nizäa (325) bis zum Vierten Konzil von Konstantinopel (869/70) (= Dekrete der ökumenischen Konzilien. Band 1). 3. Auflage. Schöningh, Paderborn, München, Wien, Zürich 2002, S. 132–156. [Griechischer und lateinischer Text nach der Ausgabe von Alberigo et al. von 1973, deutsche Übersetzung auf Basis des griechischen Textes unter Berücksichtigung dreier Handschriften.]
- Richard Price: The Acts of the Second Council of Nicaea (787) (= Translated Text for Historians. Band 68). Liverpool University Press, Liverpool 2018, ISBN 978-1-80207-102-3. [Englische Übersetzung auf Basis der kritischen Edition.]